# 分岐点 (漫画)

「分岐点」（ぶんきてん）は、藤子・F・不二雄（発表時は藤子不二雄名義）の読み切り漫画作品。1975年（昭和50年）『S-Fマガジン』10月10日号に掲載された。ゴールデンコミックス『異色短編集』第3巻、愛蔵版『SF全短篇』第1巻や、『藤子・F・不二雄 SF短編PERFECT版』第3巻などのSF短編集に収録。

## あらすじ
主人公の茂手木は「今夜こそは家に帰らない」と決意し、深夜にホームレスが集まる公園にとどまっていた。
そのとき「やりなおしコンサルタント」と自称する男が茂手木に声をかけてくる。
「人生をやりなおししたい」と願う茂手木に対し、その男は「人生を踏み誤ったと思う分岐点で、正しい選択が行われていた人生」を提供すると言ってくるも…。

## 登場人物
茂手木
苗字の通りもてており、10年前に美津江と紅子という2人の女性のどちらかを選択するという分岐点に差し掛かった。その時に美津江を選び、結婚したのだが、結局生活は満たされなかった。
やりなおしコンサルタントと名乗る男
浮浪者のような格好をし、食事も繁華街のごみ箱をあさって入手している。この男は茂手木に対し、過去の分岐点に立ち戻り、別の道を歩ませてくれるという。
美津江
茂手木の妻で、真人の母親。紅子からおしとやかで優しいと評価されるが、ヒステリックなところがあり、常に夫の浮気を疑っている。切れる縄を使った狂言自殺をたびたび繰り返し、茂手木を呆れさせている。
真人（まさと）
茂手木の息子。いつも夜遅くに帰ってくる父に対し、今日は自分の誕生日だから、早く帰ってきてもらうように手紙を書く。茂手木同様、「みよちゃん」と「さっちゃん」という2人の女の子にもてており、どちらを選ぶか悩んでいる。
紅子
10年前に茂手木と付き合っていた女性。当時は茂手木が美津江を選んだことで、茂手木を殺して自分も死のうとしたくらい愛していたが、今は素敵な旦那を手に入れ、幸せに暮らしている。茂手木は再会したことで、10年たっても老けないどころかますます華やかになっていると評価する。